# Вільярта-де-Сан-Хуан
Вільярта-де-Сан-Хуан (ісп. Villarta de San Juan) — муніципалітет в Іспанії, у складі автономної спільноти Кастилія-Ла-Манча, у провінції Сьюдад-Реаль. Населення — 3061 особа (2010).
Муніципалітет розташований на відстані близько 130 км на південь від Мадрида, 50 км на північний схід від Сьюдад-Реаля.

## Демографія
Динаміка населення (INE ):

## Галерея зображень

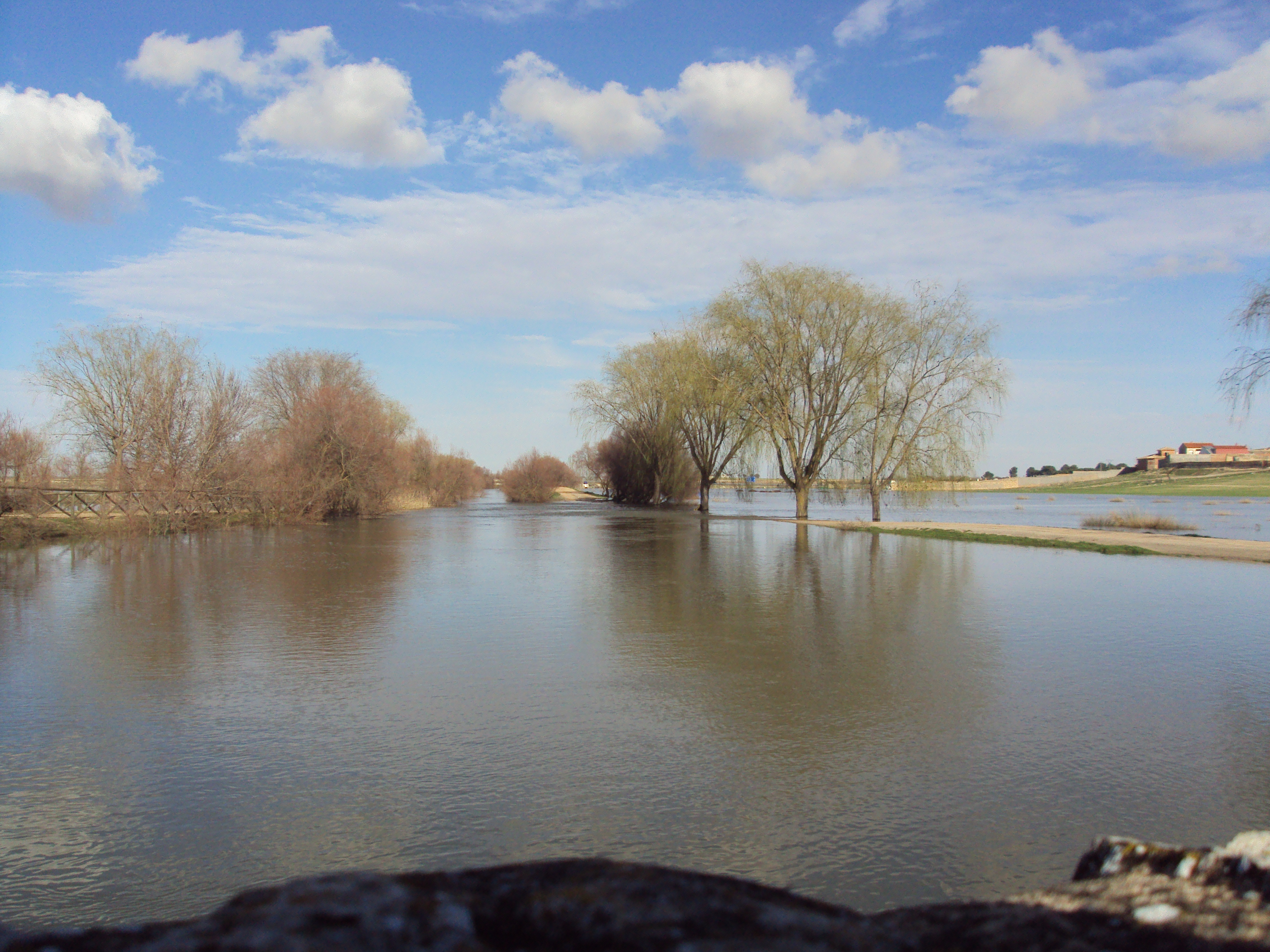
Річка Сігуела, Вільярта-де-Сан-Хуан